# Herb powiatu kartuskiego

Herb powiatu kartuskiego w latach 2000–2013

Herb powiatu kartuskiego – jeden z symboli powiatu kartuskiego, ustanowiony 6 lipca 2000, ze zmianą 12 grudnia 2013.

## Wygląd i symbolika
Herb przedstawia na tarczy w polu błękitnym srebrną wieżę, nad nią siedem srebrnych gwiazd w układzie kartuzów. W obrysie wieży znajduje się gryf kaszubski czarny z czerwonym dziobem i szponami.